# Clanga clanga

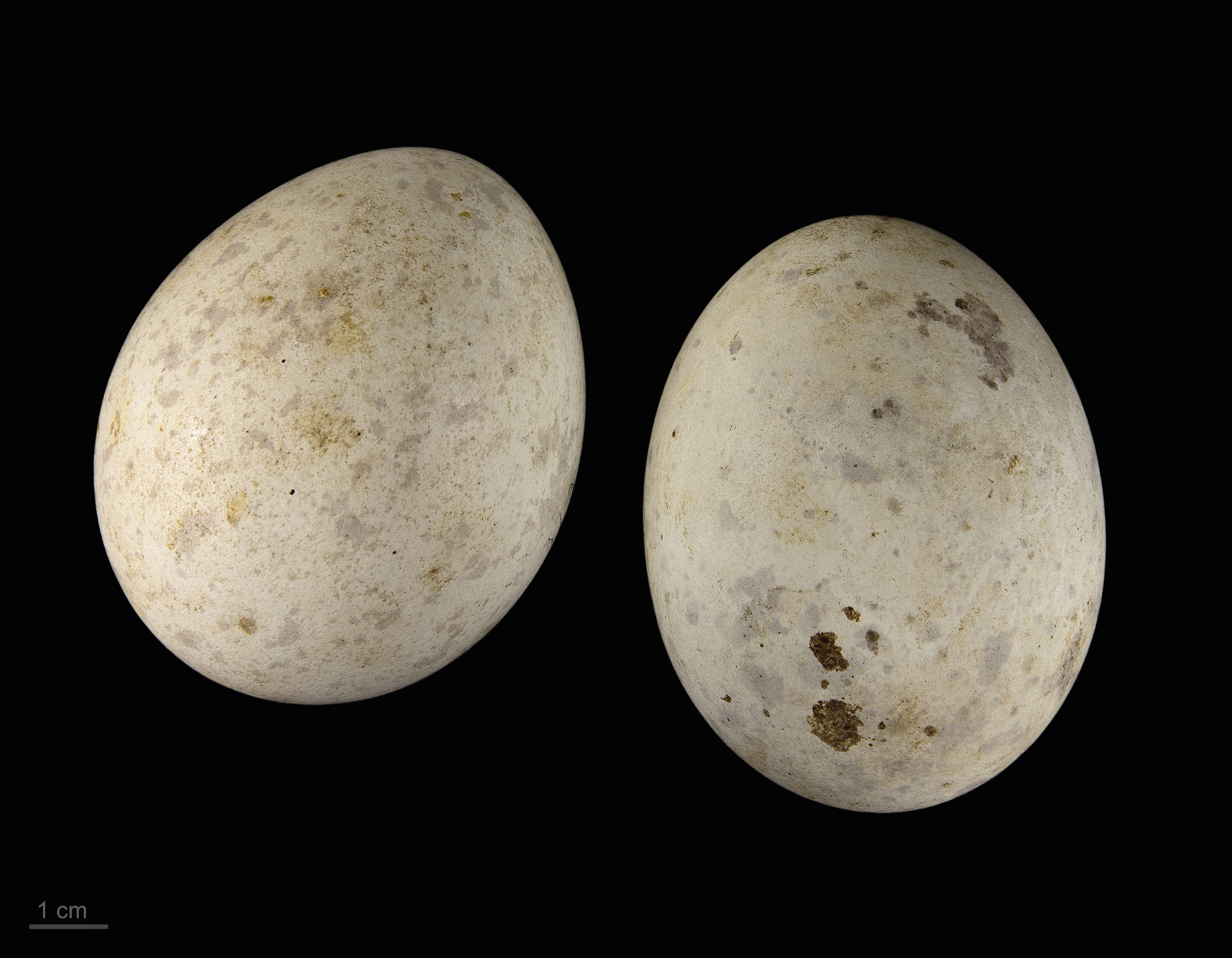
Clanga clanga

L'aquila anatraia maggiore (Clanga clanga Pallas, 1811) è un uccello rapace appartenente alla famiglia degli Accipitridi.

## Descrizione
Ha una lunghezza corporea compresa tra i 59 e i 69 cm, mentre l'apertura alare varia tra i 153 e i 177 cm. Caratterizzata da una corporatura grossa e compatta, possiede un becco massiccio con narici rotonde. Il piumaggio è generalmente bruno scuro, leggermente più chiaro nella zona del capo e tendente al nero sulle remiganti, con caratteristica virgola biancastra sul sottoala alla base della giuntura carpale. Le penne del dorso e delle ali presentano spesso una diffusa gocciolatura bianca, che può essere più o meno vistosa da individuo a individuo, ed è generalmente più marcata negli individui giovani, i quali possiedono anche un piumaggio più scuro, tendente al nero.

## Distribuzione e habitat
Ha un areale piuttosto frammentato, con siti di nidificazione in Estonia, Polonia, Bielorussia, Moldavia, Russia, Ucraina, Kazakistan, Pakistan, India, Cina e Mongolia. I siti di svernamento includono una vasta area che comprende l'Europa centrale e orientale, il Nord Africa e l'Africa orientale, il Medio Oriente, la penisola arabica, il subcontinente indiano e il sud-est asiatico.
Frequenta boschi in prossimità di corsi o specchi d'acqua.

## Biologia
Predatore generalista e talvolta opportunista, si ciba di carogne, mammiferi, anfibi e altri uccelli.

## Conservazione
La IUCN Red List classifica questa specie come vulnerabile.

## Falconeria
Può essere allevata dall'uomo a cui dimostra un legame piuttosto stretto.